# Hulk
Hulk (también llamado El Hombre Increíble en algunas de las traducciones al español), es un superhéroe y un antiheroe ficticio que aparece en los cómics estadounidenses publicados por Marvel Comics, siendo considerado el personaje más fuerte de la editorial. Fue creado por los escritores Stan Lee y Jack Kirby siendo su primera aparición en The Incredible Hulk #1 publicado en mayo de 1962.
En sus apariciones de cómic, el personaje es a la vez Hulk, un ser humanoide enorme de piel verde, corpulento y musculoso que posee una gran fortaleza física, y su alter ego el Dr. Robert Bruce Banner (o Dr. David Bruce Banner), un físico socialmente retraído, débil físicamente y emocionalmente reservado, las dos personalidades existentes como independientes y con resentimiento de la otra.
Después de una exposición accidental a los rayos gamma durante la detonación de una bomba experimental, Banner se transforma físicamente en Hulk cuando está sometido a estrés emocional, a su voluntad o en contra de ella, lo que a menudo lleva a destrozos y conflictos que complican la vida civil de Banner. El nivel de fuerza de Hulk se transmite normalmente de forma proporcional a su nivel de ira. Comúnmente retratado como un salvaje furioso, Hulk ha sido representado con otras personalidades basadas en la mente fracturada de Banner, desde una fuerza descerebrada y destructiva hasta un brillante guerrero o genio científico por derecho propio. A pesar del deseo de soledad tanto de Hulk como de Banner, el personaje tiene un gran elenco de apoyo, que incluye al amor de Banner, Betty Ross, su amigo Rick Jones, su prima She-Hulk, sus hijos Hiro-Kala y Skaar, y sus cofundadores del equipo de superhéroes, Los Vengadores. Sin embargo, su poder incontrolable lo ha llevado a entrar en conflicto con sus compañeros héroes y otros.
Lee dijo que la creación de Hulk se inspiró en una combinación de Frankenstein y el El Dr. Jekyll y Mr. Hyde. Aunque la coloración de Hulk ha variado a lo largo de la historia de publicación del personaje, el color más usual es el verde. Tiene dos frases principales: "¡Hulk es el más fuerte que existe!" y el más conocido "¡Hulk Aplasta!", que ha fundado la base de numerosos memes de la cultura pop.
Uno de los personajes más emblemáticos de la cultura popular, ha aparecido en una variedad de mercancías, como prendas de vestir y objetos coleccionables, estructuras inspiradas en el mundo real (como atracciones de parques temáticos) y ha sido mencionado en una cantidad de medios. Banner y Hulk han sido adaptados en la vida real, animación y encarnaciones de videojuegos. En televisión se produjo la serie The Incredible Hulk (1978-1982) en la que las dos personalidades eran interpretadas por Bill Bixby y Lou Ferrigno. En el cine se ha realizado el film Hulk (2003), protagonizada por Eric Bana. En el Marvel Cinematic Universe, el personaje es interpretado por Edward Norton en la película The Incredible Hulk (2008) y por Mark Ruffalo en las películas de The Avengers (2012), Iron Man 3 (cameo final; 2013), Avengers: Age of Ultron (2015), Thor: Ragnarok (2017), Avengers: Infinity War (2018), Capitana Marvel (cameo final; 2019), Avengers: Endgame (2019), Loki (cameo; 2021) y Shang-Chi y la leyenda de los Diez Anillos (cameo final; 2021). Ruffalo volverá a interpretar el papel en las próximas series de Disney+ ¿Qué pasaría si...? (2021) y She-Hulk (2022).

## Trayectoria editorial

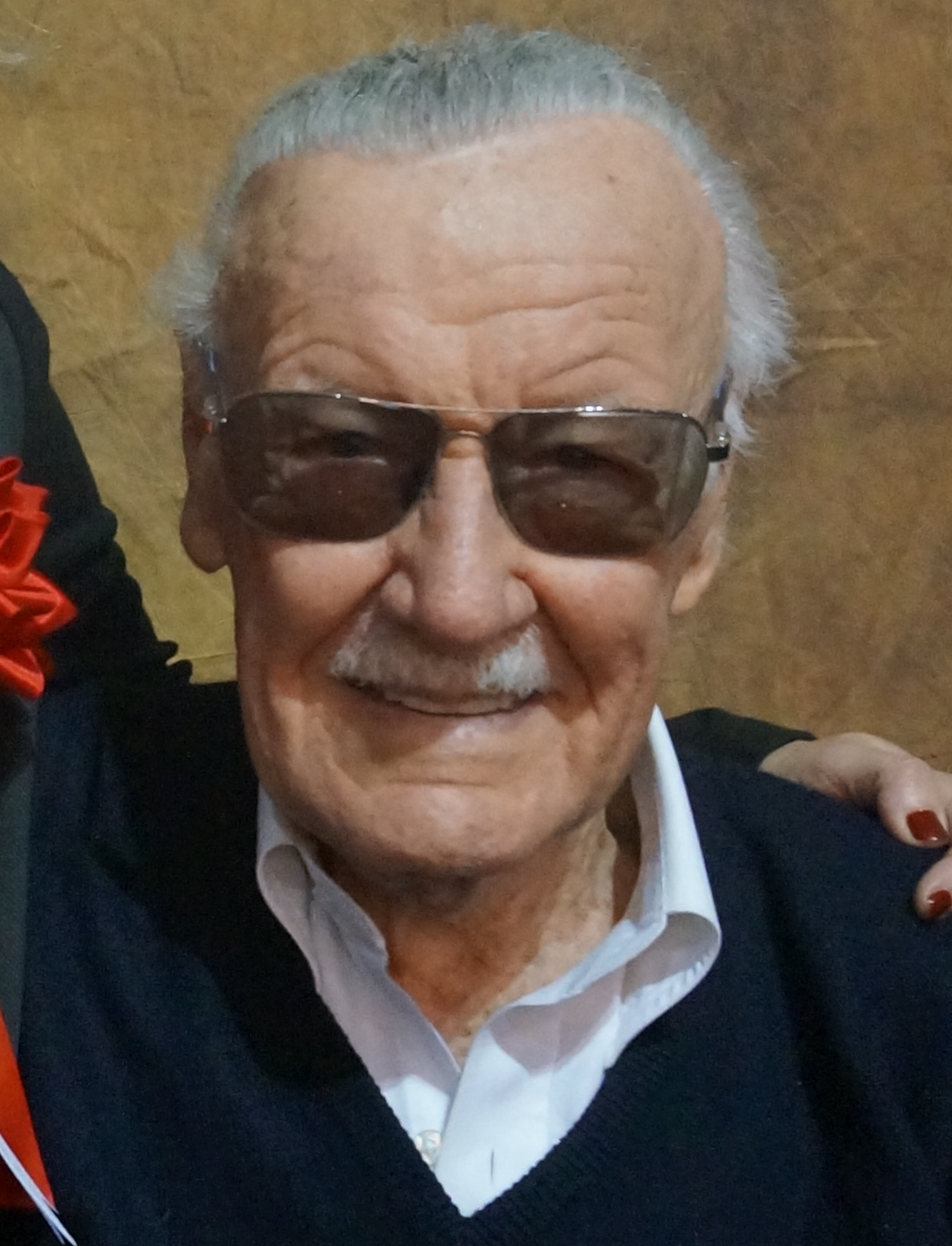
Stan Lee (en la fotografía), creador de Hulk en conjunto con Jack Kirby.

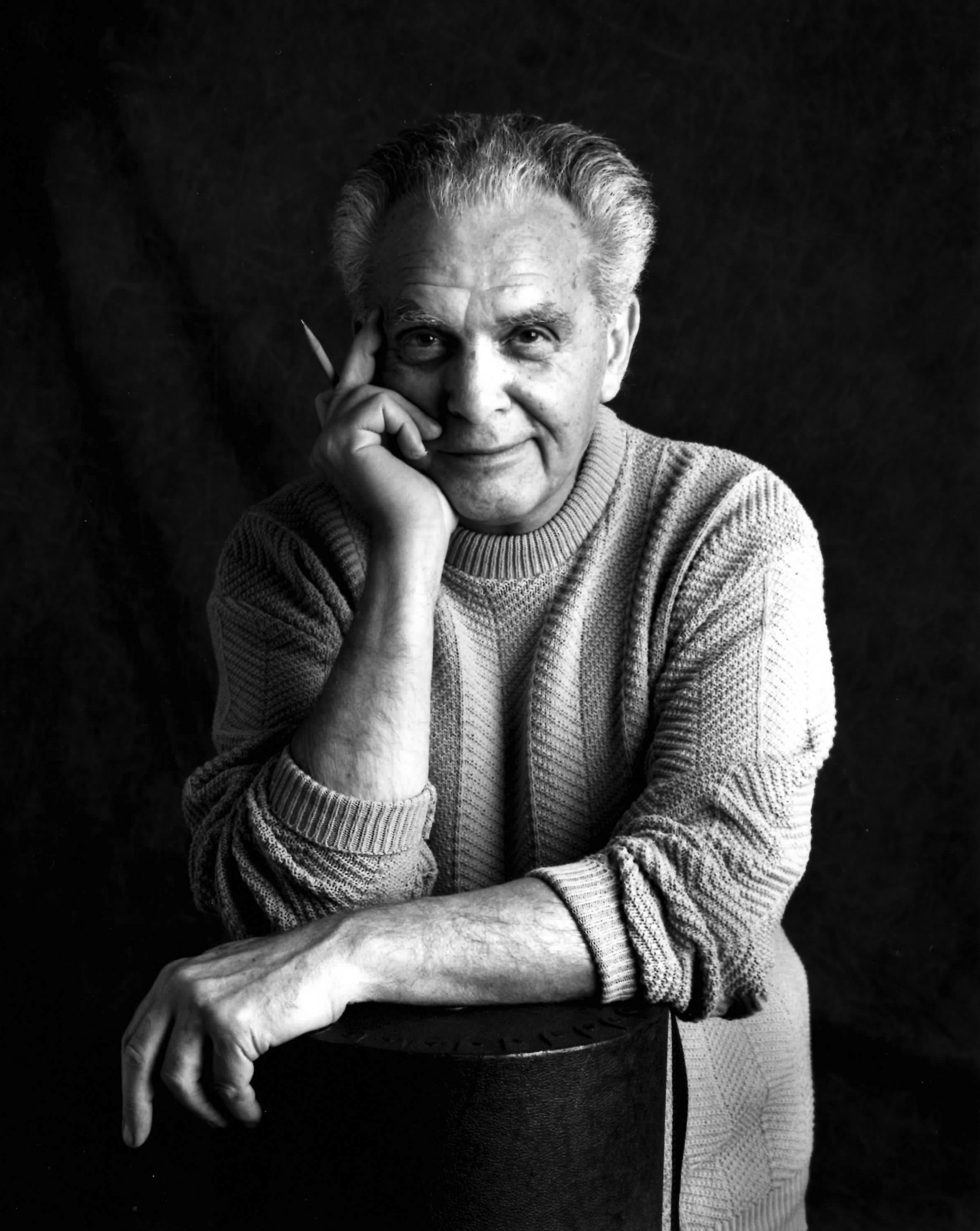
Jack Kirby (en la fotografía), creador de Hulk en conjunto con Stan Lee.

Hulk debutó en el número 1 de la colección de cómics The Incredible Hulk (mayo de 1962), con guion de Stan Lee, dibujo de Jack Kirby y entintado de Paul Reinman. En la primera historieta, Hulk era gris en vez de verde. Stan Lee, escritor y editor en jefe, había querido un color que no sugiriera ningún grupo étnico en particular. El colorista Stan Goldberg, sin embargo, insistió a Lee en que la tecnología del momento no podía presentar el color gris claro de forma correcta, dándose diferentes tonos de gris e incluso verde. A partir de la edición del n.º 2 (julio de 1962), Goldberg directamente pintó la piel de Hulk de color verde.
La historia de Incredible Hulk se inspira en El extraño caso del doctor Jekyll y el señor Hyde para tratar la dicotomía existente entre el intelecto avanzado del Dr. Banner y la mente sencilla y emocional de Hulk (tratado en las historias de los años 60 y 70). Otra influencia directa en el personaje es la película Frankenstein de los Estudios Universal de 1931 en la que se persigue con furia al monstruo de fuerza prodigiosa y mente infantil.
La serie original fue cancelada después de seis números, con fecha de cubierta de marzo de 1963. Lee había escrito todas las historias, con Kirby dibujando los cinco primeros números y Steve Ditko el sexto. Ese mismo mes el personaje fue estrella invitada en el número 12 de Fantastic Four, y en noviembre se convirtió en miembro fundador de Los Vengadores, regresando como antagonista del grupo en los números 3 y 5 de enero y mayo de 1964. En julio, fue estrella invitada en el número 14 de Amazing Spider-Man.
Tales to Astonish
Año y medio después de que su serie fuese cancelada, Hulk volvió a aparecer en el número 60 de Tales to Astonish (octubre de 1964). En el número anterior, se presentó como antagonista del protagonista, el Hombre Gigante. Estas nuevas historias fueron inicialmente escritas por Lee, dibujadas por Steve Ditko y entintadas por George Roussos. Más tarde, se hicieron cargo del dibujo Jack Kirby # 68-84 (junio de 1965 - octubre de 1966); Gil Kane, acreditado como "Scott Edwards", en el # 76 (febrero de 1966); Bill Everett (abril-octubre de 1966) y John Buscema. Marie Severin remató la serie en Tales to Astonish y la continuó con el nuevo título de The Incredible Hulk, que duraría hasta marzo de 1999.
1970
En 1977, tras el debut de la serie de televisión, Marvel lanzó un segundo título, The Rampaging Hulk, una revista de cómics dirigida a la audiencia de la serie de TV. Los escritores introdujeron una prima de Banner llamada Jennifer Walters, conocida como She Hulk, que luego se ganó una serie para ella misma (para prevenir posibles problemas de derechos). Banner le dio un poco de su sangre en una transfusión que necesitaba y la radiación gamma afectó todo su cuerpo, que pasó a ser verde y musculoso, y aunque mantuvo la mayor parte de sus facultades intelectuales, su personalidad se vio afectada.
Durante esta década fue escrita por Archie Goodwin, Chris Claremont o Tony Isabella y dibujada por Herb Trimpe y Sal Buscema, entre otros autores.
1980 y 1990
Tras Roger Stern, Bill Mantlo se hizo cargo de los guiones con el número 245 (marzo de 1980). En la saga Encrucijada (números 300-313, octubre de 1984 - noviembre de 1985) estableció que Banner había sufrido maltratos cuando era niño, siendo este abuso la causa de la gran cantidad de ira reprimida dentro de Banner, que a su vez provoca su fragmentada personalidad. Fue una de las mejores etapas de toda la colección, hasta que Mantlo y el dibujante Mike Mignola se fueron a trabajar a Alpha Flight, haciéndose John Byrne cargo de la serie, seguido por Al Milgrom, antes de que llegase Peter David.
Peter David se convirtió en el escritor de la serie con el número 331 (mayo de 1987), marcando el inicio de una etapa de doce años que se caracterizó por la buena calidad media de las historias y la relación conflictiva entre Banner y su alter ego Hulk. David representó el sufrimiento Banner como un trastorno di-sociativo de identidad (DID, mostrando que tenía graves problemas mentales desde mucho antes de que se convirtiera en Hulk). David renovó su personalidad significativamente, dando al Hulk gris el alias Joe Fixit, y trabajó con numerosos dibujantes durante su carrera en la serie, como Dale Keown, Gary Frank, Todd Mcfarlane, Mike Deodato Jr, George Pérez y Adam Kubert.
En el número 377 (enero de 1991), David renovó la personalidad de Hulk, utilizando una línea argumental en la que la hipnosis sintetiza las personalidades de Banner y Hulk en un nuevo Hulk: el Doctor, que posee la astucia del Hulk gris y la inteligencia de Bruce Banner.
En el 1993 en el especial Futuro Imperfecto, y con los dibujos de George Pérez, presentó a los lectores una visión distópica del futuro. Con el nuevo nombre de El Maestro, Hulk habita un mundo en el que la mayoría de los héroes han muerto y solo Rick Jones y un pequeño grupo de rebeldes lucha contra él. Aunque El Maestro parecía ser destruido al final, regresa en El Increíble Hulk # 460 (enero de 1998), también escrito por David.
Más tarde, en 1998, el editor Bobbie Chase sugirió la idea de matar a Betty Ross, que David siguió. En la introducción a la edición en tomo de esta historia, David confiesa que su esposa le había abandonado recientemente y le había proporcionando inspiración para la misma. David estuvo en desacuerdo en muchos temas con Marvel, como los constantes cruces con otras colecciones que interrumpían sus planes, lo que le llevó a abandonar el proyecto y Marvel. Su último número fue el 467 (agosto de 1998).
También en 1998, Marvel relanza Rampaging Hulk, esta vez en formato comic book.
Relanzamiento
Cuando David abandonó Hulk, Marvel contrató a Joe Casey como escritor temporal. Poco después, Marvel decidió cancelar The Increíble Hulk.
Marvel contrató a John Byrne para un segundo volumen de la serie, con Ron Garney dibujando. Byrne salió antes de un año, por diferencias creativas. Erik Larsen y Jerry Ordway hicieron pequeños cambios en su lugar, y pronto volvió a titularse como El Increíble Hulk con la llegada de Paul Jenkins en el número 12. Jenkins escribió una historia en la que Banner y los tres Hulks (Savage Hulk, Hulk Gris, y Merged Hulk, ahora considerado una personalidad independiente y denominado el Profesor) son capaces de interactuar unos con los otros, compartiendo el mismo cuerpo.

## Historia del personaje

Emblema de Incredible Hulk.

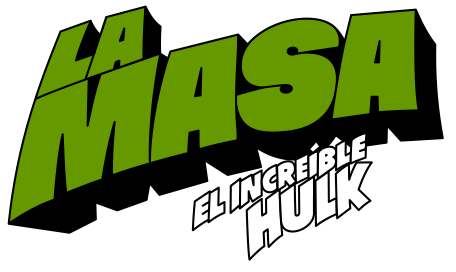
Emblema de El Increíble Hulk usado en España.

Durante la detonación experimental de una bomba gamma, el científico Bruce Banner salva al adolescente Rick Jones, que ha conducido al campo de pruebas; Banner empuja a Jones a una trinchera para salvarlo, pero es golpeado por la explosión, absorbiendo enormes cantidades de radiación gamma. Despierta más tarde, aparentemente ileso, pero esa noche se transforma en una forma gris y pesada. Un soldado perseguidor llama a la criatura "Hulk". Originalmente, se creía que las transformaciones de Banner en Hulk se debían a la puesta del sol y se deshacían al amanecer, pero más tarde, después de que Rick vio a Banner convertirse en Hulk durante el día, luego de un intento fallido de los hombres de Ross de lanzar a Hulk al espacio, fue descubierto para ser causado por la ira. Banner fue curado en El Increíble Hulk # 4, pero optó por restaurar los poderes de Hulk con la inteligencia de Banner. La máquina de rayos gamma necesitaba afectar los efectos secundarios inducidos por la transformación que hicieron que Banner se enfermara temporalmente y volviera a su estado normal.
En The Avengers # 1 (septiembre de 1963), Hulk se convirtió en miembro fundador del equipo homónimo de superhéroes del título. Por The Avengers # 3, el uso excesivo de la máquina de rayos gamma convirtió a Hulk en un monstruo incontrolable y desenfrenado, sujeto a cambios espontáneos. En Tales to Astonish # 59 (septiembre de 1964), Hulk apareció como antagonista de Giant-Man. La serie estableció el estrés como el desencadenante para que Banner se convierta en Hulk y viceversa. Fue durante este tiempo que Hulk desarrolló una personalidad más salvaje e infantil, alejándose de su representación original como una figura brutal pero no del todo inteligente. Además, su memoria, tanto a largo como a corto plazo, ahora se vería notablemente deteriorada en su estado de Hulk. En Tales to Astonish # 64 (febrero de 1965) fue la última historia de Hulk que lo presentó hablando en oraciones completas. En Tales to Astonish # 77 (marzo de 1966), la doble identidad de Banner y Hulk se hizo pública cuando Rick Jones, convencido erróneamente de que Banner estaba muerto (cuando en realidad había sido catapultado hacia el futuro), le dijo al comandante Glenn Talbot, un rival de Banner para los afectos de Betty Ross, la verdad. En consecuencia, Glenn informó a sus superiores y eso convirtió a Banner en un fugitivo buscado al regresar al presente.
En la década de 1970, Banner y Betty casi se casaron en The Incredible Hulk # 124 (febrero de 1970). Betty finalmente se casó con Talbot en el número 158 (diciembre de 1972). Hulk también viajó a otras dimensiones, una de las cuales lo hizo conocer a la emperatriz Jarella, quien utilizó la magia para llevar la inteligencia de Banner a Hulk, y llegó a amarlo. Hulk ayudó a formar a los Defensores.
En la década de 1980, Banner una vez más obtuvo el control sobre Hulk, y obtuvo una amnistía por sus alborotos pasados; sin embargo, debido a las manipulaciones del personaje sobrenatural Pesadilla, Banner finalmente perdió el control sobre Hulk. También se estableció que Banner tenía serios problemas mentales incluso antes de convertirse en Hulk, habiendo sufrido traumas infantiles que engendraron la ira reprimida de Bruce. Banner llega a un acuerdo con sus problemas por un tiempo, y Hulk y Banner fueron separados físicamente por Doc Samson. Banner es reclutado por el gobierno de los Estados Unidos para crear los Hulkbusters, un equipo de gobierno dedicado a atrapar a Hulk. Banner finalmente se casó con Betty en The Incredible Hulk # 319 (mayo de 1986) luego de la muerte de Talbot en 1981. Banner y Hulk se reunieron en The Incredible Hulk # 323 (septiembre de 1986), y con el número # 324, regresó a Hulk a su coloración gris, con sus transformaciones una vez más ocurriendo en la noche, independientemente del estado emocional de Banner. En el número 347 se presentó el personaje gris de Hulk, "Joe Fixit", un agresor moralmente ambiguo y un tipo duro de Las Vegas. Banner permaneció reprimido en la mente de Hulk durante meses, pero lentamente comenzó a reaparecer.
La década de 1990 vio el regreso de Hulk Verde. En el número 377 (enero de 1991), Hulk fue renovado en una historia que vio a las personalidades de Banner, Hulk Gris y Hulk Salvaje enfrentar el abuso de Banner en manos de su padre Brian y una nueva persona "Guilt Hulk". Superando el trauma, el inteligente Banner, el astuto Hulk Gris y las poderosas personalidades de Hulk Salvaje se fusionan en una nueva entidad única que posee los rasgos de los tres. Hulk también se unió al Panteón, una organización secreta de individuos superpotentes. Su permanencia en la organización puso a Hulk en conflicto con una versión futura alternativa tiránica de sí mismo llamada el Maestro en miniserie de 1993, Futura imperfecta, que gobierna un mundo donde muchos héroes están muertos.
En 2000, Banner y los tres Hulks (Hulk Salvaje, Hulk Gris y "Merged Hulk", ahora considerados una personalidad separada y conocidos como el Profesor) son capaces de interactuar mentalmente entre sí, cada personalidad asumiendo el control del cuerpo compartido. cuando Banner comenzó a debilitarse debido a su sufrimiento por la enfermedad de Lou Gehrig. Durante esto, las cuatro personalidades (incluido Banner) se enfrentaron con otra personalidad sumergida, una intención sádica del "Diablo" de atacar al mundo y tratar de romper la psique fracturadora de Banner, pero el Diablo fue finalmente encerrado de nuevo cuando el Líder pudo idear una cura para la enfermedad utilizando genes tomados del cadáver de Brian Banner. En 2005, se reveló que Pesadilla ha manipulado a Hulk durante años, y se da a entender que algunas o todas las aventuras de Hulk escritas por Bruce Jones pueden haber sido solo una ilusión.
En 2006, los Illuminati decidieron que Hulk es demasiado peligroso para permanecer en la Tierra y enviarlo en un cohete que se estrella en el Planeta Sakaar anunciando la historia de "Planeta Hulk" que vio a Hulk encontrar aliados en Warbound, y casarse con la reina alienígena Caiera, una relación que más tarde se reveló que le nacieron dos hijos: Skaar y Hiro-Kala. Después de que la nave de los Illuminati explote y mate a Caiera, Hulk regresa a la Tierra con su grupo de superhéroes Warbound y declara la guerra al planeta en la Guerra Mundial Hulk (2007). Sin embargo, después de aprender que Miek, uno de los Warbound, en realidad había sido responsable de la destrucción, Hulk se deja vencer, y Banner se redimió posteriormente como héroe mientras trabaja con y contra el nuevo Red Hulk para derrotar al nuevo equipo de supervillanos, la Inteligencia.
En la década de 2010, Hiro-Kala viajó a la Tierra para destruir el Antiguo Poder Fuerte ejercido por Skaar, obligando a Skaar y Hulk a derrotarlo y encarcelarlo dentro de su planeta de origen.
Durante la historia de Fear Itself de 2011, Hulk encuentra uno de los martillos mágicos de Serpiente asociados con el Digno y se convierte en Nul: Breaker of Worlds. Cuando comienza a transformarse, Hulk le dice a la Red She-Hulk que se aleje de él. Alborotando a través de América del Sur y Central, Nul fue eventualmente transportado a la ciudad de Nueva York donde comenzó a luchar contra Thor, con la ayuda de The Thing, quien se transformó en Angrir: Breaker of Souls. Después de derrotar a Thing, Thor declaró que nunca había podido acabar a Hulk antes (aunque ya lo había derrotado en dos ocasiones) pero que esta vez tenía el poder para hacerlo y lo eliminó de la batalla lanzándolo a la órbita terrestre, después de lo cual Thor colapsó por agotamiento. Aterrizando en Rumania, luego de estar flotando en el espacio por un tiempo, Nul inmediatamente comenzó a dirigirse a la base del rey vampiro Drácula. Opuesto por las fuerzas de Drácula, incluyendo una legión de monstruos, Nul era aparentemente imparable. Solo después de la intervención de Forgiven de Raizo Kodo, Nul se detuvo un momento. Finalmente, Nul se dirigió al castillo de Drácula donde la llegada oportuna de Kodo y Forgiven miembro de Inka, disfrazado de Betty Ross, fue capaz de deshacerse de los efectos de la posesión Nul. Tirando a un lado el martillo, Hulk recuperó el control, y rápidamente se fue al darse cuenta de la verdadera naturaleza de "Betty".
Con la crisis concluida, Hulk se contactó con el Doctor Doom para que lo ayudara a separarlo a él y a Banner a cambio de un favor no especificado. Doom procedió a realizar una cirugía cerebral en Hulk, extrayendo los elementos únicos de Banner del cerebro de Hulk y clonando un nuevo cuerpo para Banner. Cuando el Doctor Doom exige mantener a Banner para sus propios propósitos, Hulk se niega a aceptar el trato y huye con el cuerpo de Banner, dejando su alter ego en el desierto donde fue creado para garantizar que el Doctor Doom no pueda usar el intelecto de Banner. Cuando Banner se vuelve loco debido a su separación de Hulk, irradia una isla tropical entera tratando de recrear su transformación, algo que no puede hacer ya que el cuerpo clonado carece de los elementos genéticos de Banner que le permitieron procesar la radiación gamma. Hulk es forzado para destruir su otro lado dejando que se desintegre con una bomba gamma, lo que llevó a Hulk a acusar a Doom de manipular la mente de Banner, solo para que Doom observara que lo que presenciaron era simplemente Banner sin Hulk para usarlo como chivo expiatorio de sus problemas. Inicialmente, asumiendo que Banner está muerto, Hulk pronto se da cuenta de que Banner se "volvió a combinar" con él cuando la bomba gamma desintegró el cuerpo de Banner, lo que provocó que Hulk se despertara en varios lugares extraños, incluso ayudando a Punisher a enfrentar una droga. Cártel dirigido por un perro mutado, cazando sasquatches con Kraven el Cazador, y se ve obligado a enfrentar a Wolverine y la Cosa en una antigua base de S.H.I.E.L.D. Banner finalmente deja un mensaje de video para Hulk en el que se disculpa por sus acciones mientras estaban separados, reconociendo que es mejor persona con Hulk que sin él, Las dos fuerzas se unieron para frustrar el intento de los Doombots de utilizar los animales en la isla irradiada de Banner como base para un nuevo ejército gamma que utiliza una cura gamma única que Banner había creado para hacer que todos los animales volvieran a la normalidad. Después de esto, Bruce se unió voluntariamente a la organización de espías S.H.I.E.L.D., permitiéndoles usar a Hulk como un arma a cambio de proporcionarle los medios y fondos para crear un legado duradero para él.
Después de que Hulk había sufrido daño cerebral al recibir un disparo en la cabeza de la Orden del Escudo, el asesino había sido entrenado cuidadosamente para apuntar a Bruce justo en la parte derecha del cerebro para incapacitarlo sin provocar una transformación, Iron Man usó el Extremis para curar a Hulk. Este procedimiento también aumentó la capacidad mental de Banner, lo que le dio la inteligencia para ajustar el virus Extremis dentro de él y dar rienda suelta a una nueva personalidad para Hulk: el superinteligente Doc Verde.
Durante la historia del Pecado Original, Bruce Banner se enfrentó al ojo del asesinado Uatu el Vigilante. Bruce experimentó temporalmente algunos de los recuerdos de Tony Stark de su primer encuentro antes de que cualquiera de ellos se convirtiera en Hulk o Iron Man. Durante esta visión, Bruce presenció a Tony modificando la bomba gamma para que fuera más efectivo, lo que llevó a Bruce a darse cuenta de que Tony era esencialmente responsable de que se convirtiera en el Hulk en primer lugar. Investigaciones posteriores revelan que la manipulación de Tony en realidad había refinado el potencial explosivo de la bomba para que no se desintegrara a todos dentro del radio de explosión, con el resultado de que las acciones de Tony en realidad habían salvado la vida de Bruce.
En la historia de "AXIS" de 2014, cuando un error cometido por la Bruja Escarlata hace que varios héroes y villanos experimenten una inversión moral, Bruce Banner asistió a una reunión entre Nick Fury Jr. y Maria Hill de S.H.I.E.L.D. y los Vengadores que se negaron a entregar a Red Skull. Más tarde, cuando se puso del lado de Edwin Jarvis y trató de evitar que sus compañeros de equipo ejecutaran Red Skull, el Hulk fue dejado de lado por Luke Cage. La tristeza de Hulk por la traición de sus amigos despertó a una nueva persona conocida como el sanguinario Kluh (descrito como Hulk's Hulk, siendo la parte despiadada de sí mismo que incluso Hulk reprimió) con esta nueva versión derrotando fácilmente a los Vengadores, burlándose de que Hulk sabía que no era más que una "pieza triste de la identificación de Doc Verde. Kluh luego se va para causar estragos, con Nova intentando detenerlo después de presenciar su alboroto con los buenos héroes restantes. Como con los otros Vengadores invertidos y X-Men, el Doctor Doom volvió a la vida al Hermano Voodoo para que el fantasma de Daniel Drumm pueda poseer a la Bruja Escarlata y deshacer la inversión.
Con su nuevo intelecto, Doc Verde llegó a la conclusión de que el mundo estaba en peligro por Mutados Gamma y que, por lo tanto, necesitaba ser desprovisto de poder. Él desarrolló un suero hecho de nanobites de Adamantium que absorbían la energía gamma. Los usó para despojar a Líder Rojo, Hulk Rojo, Skaar, Gamma Corps y A-Bomb, pero decidió "escatimar" a Hulk cuando concluyó que ella era la única mutación gamma cuya vida había sido legítimamente mejorado por su mutación. Al final de la historia, Doc Verde descubrió que estaba empezando a desaparecer como resultado del desgaste del suero Extremis. Finalmente, se permitió desvanecerse, volviendo a su forma normal de Hulk, ya que temía que permanecer en su nivel intelectual actual lo llevaría a convertirse en el Maestro.
Durante la historia de "Secret Wars" de 2015, Hulk participó en la incursión entre Tierra-616 y Tierra-1610. Hulk usó el "Fastball Special" con Colossus para destruir el Triskelion.
Como parte de All-New, All-Different Marvel 2015 - 2018, Amadeus Cho se convierte en el nuevo Hulk. Los flashbacks revelan que Hulk había absorbido un nuevo y peligroso tipo de radiación mientras ayudaba a Iron Man y la Pantera Negra a lidiar con un accidente masivo en la isla de Kiber. Al temer que el derrumbe de Hulk mataría a innumerables inocentes, Cho pudo usar nanites especiales para absorber a Hulk de Banner y convertirse en su propia versión de Hulk, dejando a Banner normal y libre de Hulk. A continuación, Amadeus lo rescata de una pelea en un bar y le dice que está curado. Habiendo confirmado que ya no puede transformar ni sentir a Hulk, Bruce pasa algún tiempo viajando por Estados Unidos asumiendo diversos riesgos, como conducir a altas velocidades, huir de un oso o jugar en Las Vegas, hasta que Tony Stark se enfrenta a él. de preocupación que Bruce tiene un deseo de muerte. Bruce, en cambio, reconoce que aún alberga la culpa y la ira por el hecho de que varios de los alborotos de Hulk fueron provocados por varias agencias que se niegan a dejarlo solo.
Durante la trama de Civil War II de 2016, la visión del inhumano Ulysses muestra a un Hulk enloquecido sobre los cadáveres de los superhéroes. Mientras tanto, se demuestra que Bruce Banner ha establecido un laboratorio en Alpine, Utah, donde el Capitán Marvel se le acerca, seguido por Tony Stark, el resto de los Vengadores, los X-Men y los Inhumanos. La confrontación lleva a la Bestia a piratear los servidores de trabajo de Banner y la revelación de que se había estado inyectando células muertas irradiadas con rayos gamma. La directora de S.H.I.E.L.D., Maria Hill, lo pone bajo arresto. Banner se enfurece por todos estos eventos, cuando de repente, Hawkeye dispara a Banner con una flecha a la cabeza y luego al corazón, matándolo, para consternación y horror de los superhéroes, especialmente Tony Stark. En un tribunal presidido por los Vengadores, Hawkeye afirma que Bruce Banner se le había acercado y le ordenó que lo matara si alguna vez mostraba signos de haberse convertido nuevamente en Hulk. En el funeral, Korg de Warbound declaró cómo Hulk quería que lo dejaran en paz y cómo sus aliados que hizo en el camino se han convertido en su familia. En su video, Bruce deja varios objetos a otros héroes y sus aliados, incluso dejando a Doctor Strange sus notas sobre la capacidad de Hulk para percibir fantasmas y un temporizador para los otros Hulks anteriores / actuales (basado en uno de los intentos más exitosos de Bruce) controlarse a sí mismo ya que se sentaría durante tres minutos sin hacer nada antes de tomar una decisión particularmente importante y luego decidiría si aún deseaba hacerlo).
Después del funeral de Bruce Banner, La Mano en alianza con el fantasma de Daniel Drumm roba el cuerpo de Bruce Banner para usar a los muertos para reforzar sus filas. Cuando los Uncanny Avengers reubicados fueron a Japón e intentaron contratar a Elektra para que detuviera la Mano, el ritual que realizó la Mano se completó cuando los Uncanny Avengers son atacados por un Hulk revivido que lleva una armadura de samurái. Los Uncanny Avengers fueron capaces de contener el alboroto de Hulk y cortar su vínculo místico con la Bestia de la Mano. Después, Hulk regresó como Bruce Banner y regresó de la muerte.
Durante la historia de "Imperio Secreto", Arnim Zola usó un método desconocido para revivir temporalmente a Bruce Banner, donde la versión Hydra Supreme del Capitán América persuade a su lado de Hulk de atacar el escondite del subterráneo llamado La Bóveda. Combatió contra los AIV de Thing y Giant-Man hasta que el renacimiento temporal que Arnim Zola le hizo a Bruce Banner comenzó a desaparecer y Hulk volvió a morir de nuevo.
Durante el arco "No Surrender", el Anciano exiliado del Universo llamado Challenger revive a Hulk para que sea su as en el hoyo durante una competencia entre su Orden Negro y la Legión Letal del Gran Maestro. Hulk participó porque sabía que la Tierra se destruiría de cualquier manera, mientras que Bruce Banner sospecha que los avivamientos de Hulk fueron una manifestación de la inmortalidad de Hulk. Mientras derrotas a Cannonball y Rayo Viviente, rompes la visión y drenas la energía gamma de Robert Maverick, Hulk Plug-In, Wonder Man razonó con éxito con él cuando Hulk destruyó el Pyarmoid en posesión de la Voyager. Después de sentir remordimiento por lo que sucedió, Bruce Banner se convirtió en Hulk y se enfrentó a Challenger. Después de que Challenger envió a Hulk a la órbita de la Tierra, Hulk estaba contento de haber logrado lastimar a Challenger.
Mientras mantenía un perfil bajo, Bruce Banner recibió un disparo de Tommy Hill, de la banda de motociclistas Perros del Infierno, durante un robo que también se cobró la vida de Sandy Brockhurst y Josh Alfaro. Volvió a la vida y se convirtió en Hulk, donde golpeó a Tommy Hill. Los testigos en los Perros del Infierno le dijeron a la Detective Gloria Mayes sobre la atacante, ya que ella y la periodista Jackie McGee sospechan que era Hulk, aunque se cree que Banner está muerto.

## Transformaciones
Es habitual que los héroes del cómic cambien de uniforme a lo largo del tiempo pero el gigante esmeralda no, directamente cambia de forma y de personalidad. Cada manifestación de Hulk proviene de cualquier estado emocional y mental de Bruce Banner. La versión más famosa del cómic es la de Hulk en pantalones morados y de color verde, de mente infantil, que tan solo desea ser dejado en paz, pero que es forzado continuamente a pelear en diversas batallas por diferentes fuerzas que intentan capturarlo. Este sería el llamado Hulk salvaje o el Hulk verde de toda la vida: si le pegas se enfada, se hace más fuerte y se dedica a pelear contra los militares que lo persiguen, normalmente encabezados por el general Ross, padre de su esposa. Otros enemigos son Abominación, Bibestia, El Líder, Maestro, Zzzax y Rhino.
- Hulk salvaje: Esta es la versión más conocida y famosa de todas. Alrededor de esta personalidad fluyen las habilidades de sus demás personalidades, es el Hulk de las frases célebres del personaje : “Hulk aplasta” o “Nadie es más fuerte que Hulk” o “Mientras más furioso Hulk se pone más fuerte es Hulk” y fue la versión de Hulk que se convirtió en miembro fundador de los Vengadores. Potencialmente es el más poderoso de los Hulk a causa de su ira descontrolada (con la excepción encarnación del World War Hulk) y eso le permite alcanzar fuerzas más extremas que sus demás personalidades.

- Hulk Gris: (también llamado Mr. Fixit o El Reparador): Se suponía que al principio de la serie, Hulk siempre sería gris, pero un error de coloración del capítulo hizo que en el número uno apareciera de un color diferente en cada viñeta. Unos años después de esto, se recuperó al Hulk gris. Es más inteligente que el verde y más astuto, aunque más pequeño y débil. Es la faceta adolescente de Bruce. Mientras luchaba contra El Líder, terminó apareciendo en el desierto de Las Vegas. Allí, un hombre de negocios llamado Mike Beregenti decidió contratarle para que fuera su guardaespaldas, llamándole Mr. Arréglalotodo. Tras trabajar en Las Vegas y tener algunos encuentros con supervillanos como el Hombre Absorbente o volver al mundo de Jarella, Beregentti decide despedirlo por tener demasiados encuentros desastrosos. Tras irse de Las Vegas, vagó hasta llegar a la casa del Dr. Extraño, donde Dormammu intenta apoderarse de su cuerpo, pero Namor y el Dr. Extraño lo evitaron, a cambio de que volviera el Hulk verde. Al volver, tuvieron unas cuantas peleas por el dominio, hasta que se fusionaron con Banner para crear al Hulk profesor.

- El Profesor: Esta encarnación surgió gracias a Leonard Samson y a una aparición mental de la madre Banner, en la que la psique de este se combinó con las del Hulk salvaje y el Hulk gris llegando a un punto de equilibrio dando lugar a este personaje cargado de confianza, inteligencia e irasible, que llevaba camiseta de tirantes y que además era zurdo al contrario que su encarnación humana.

- Hulk sin mente: En apariencia es el Hulk salvaje con la diferencia de que en su mente no queda nada de Banner y es solo una máquina de destrucción sin sentimiento alguno por lo tanto su enojo y fuerza son infinitos.

- Banner Hulk: Como su nombre indica es Hulk con el cuerpo de Banner pero que en ningún momento es consciente de ello y sigue pensando que es el coloso esmeralda.

- Hulk Banner: Durante una etapa Bruce Banner logró tomar control las transformaciones, pudo verse a Hulk con la mente de Banner aunque con menos fuerza que su encarnación salvaje y por lo tanto mucho más débil, por ejemplo es el que viajó al mundo creado por el El Todopoderoso (Marvel Comics) en las Secret Wars y ayudó a los héroes en su batalla contra los supervillanos encabezados por el Dr. Doom.

- El Maestro: Es el Hulk de un mundo del futuro (imperfecto) donde todos los héroes han muerto y solo queda un Hulk anciano pero que sigue en la cima de su fuerza física, además de ser algo inestable y un genio.

- Hulk demonio: Esta encarnación no se manifestó físicamente pero habitó dentro de la mente de Banner y solamente quería vengarse de la humanidad y las distintas personalidades de Hulk tuvieron que aliarse dentro de la mente del gigante en más de una ocasión para que no tomara el control y destruyera el mundo al final fue suprimido ahí.

- Guilt Hulk o Hulk Bestia: Que es el que se mueve por la culpa de Banner y es el más destructivo de los Hulks, esta transformación no se manifesto físicamente y fue vencida y suprimida en la mente de Banner.

- World War Hulk: Esta personalidad de Hulk se fue gestando durante su estancia en el salvaje planeta Sakaar, desterrado de la tierra por los Illuminati, Hulk al llegar a Sakaar se debilito grandemente, pudiendo ser herido y lastimado, Sakaar estaba poblado por gente muy poderosa, de diferente partes de universo, incluso el Silver Surfer fue esclavizado ahí. Para compensar la pérdida de poder mientras se adaptaba a Sakaar, esta personalidad de Hulk compenso la falta de poder con inteligencia, y sabiendo que Banner no podría sobrevivir en este mundo, este Hulk no se transformaba en Banner cuando se tranquilizaba. En Sakaar Banner y Hulk aceptaron vivir, y también se enamoraron de Caiera la que sería su esposa como Hulk y como Banner. Desafortunadamente, Caiera y el resto de Saakar, morirían al explotar la nave espacial en la que llegó Hulk, a la muerte de esta Hulk regresaría a la tierra en busca de venganza contra los Illuminati, entrenado por Hiroim para poder enfocar su ira y las técnicas de combate que aprendió en Saakar, Hulk derrotaría a Los Vengadores, Los 4 Fantásticos, los X-men, el Doctor Extraño, Black Bolt incluso al Sentry fue considerado como el más poderoso Hulk jamás visto.

- World Breaker Hulk: En la Tierra Hulk y sus guerreros derrotarían a todos los héroes que los enfrentaron. Hulk también derrotaría al Sentry, para luego presenciar la muerte de Rick Jones a manos de Miek y descubrir que él fue el causante de la destrucción de su mundo y muerte de su esposa. La ira alcanzada por World War Hulk haría manifestar su siguiente encarnación el World Breaker, esta encarnación de Hulk sería tan poderosa que su más leve pisada casi destruyó toda la costa este, a pesar de que Hulk trataba de mantener en control dicha transformación. El World Breaker también aparecería temporalmente cuando Skaar el hijo de Hulk y Caiera causara que Hulk recordara los eventos sucedidos en el planeta Sakaar. En sus cortas e incompletas manifestaciones el World Breaker ha demostrado poseer niveles de poder mucho más altos que World War Hulk, emana energía y poderosas ondas de fuerza gamma a su alrededor. Esta es la más poderosa y destructiva de las diferentes encarnaciones manifestadas por Hulk hasta el momento.

Podríamos nombrar otros muchos como Rick Jones Hulk, Hulk Zombi, Hulk de Tierra-X, pero estos realmente no estarían dentro de la continuidad.

## Principales enemigos de Hulk
Entre los principales enemigos de Hulk se destacan:
| - Abominación - Hombre Absorbente - Agamenon - Ajax - Brian Banner/Devil Hulk - Corporación - Enclave - Flux - Galaxy Master - Gamma Corps | - Gargoyle - Glenn Talbot - Glob - GHHH - Gremlin - Halflife - Hulkbusters - Hulk Robot - Inteligencia - John Ryker | - Juggernaut - Killer - Shrike - El Líder - Madman - Maestro - Malacai - Mercy - Metal Master - Missing Link - Nightmare | - Onslaught - Polar - Panda - Pardo - Psyklop - Ravage - Thunderbolt Ross/Red Hulk - Red King - Rhino - Ringmaster | - Riot Squad - Ogressa - Trauma - Tyrannus - U-Foes - Umar - Wendigo - Xemnu - Zeus - Zom - Zzzax - Bi-Bestia - HulkBuster |

## Poderes y habilidades
Banner se considera una de las mejores mentes científicas de la Tierra, ya que posee "una mente tan brillante que no se puede medir en ninguna prueba de inteligencia conocida". Norman Osborn estima que es la cuarta persona más inteligente de la Tierra. Banner tiene experiencia en biología, química, ingeniería, medicina, fisiología y física nuclear. Utilizando este conocimiento, crea una tecnología avanzada denominada "Bannertech", que está a la par con el desarrollo tecnológico de Tony Stark o Doctor Doom. Algunas de estas tecnologías incluyen un campo de fuerza que puede protegerlo de los ataques de entidades de nivel Hulk y un teletransportador.
Hulk posee el potencial de una fuerza física aparentemente ilimitada que está influenciada por su estado emocional, particularmente su ira. Esto se ha reflejado en el comentario repetido: "Cuanto más loco se pone Hulk, más fuerte se pone Hulk". La entidad cósmicamente poderosa conocida como Beyonder una vez analizó la fisiología de Hulk y afirmó que la fuerza potencial de Hulk no tenía "ningún elemento finito dentro". La fuerza de Hulk ha sido descrita como a veces limitada por la influencia subconsciente de Banner; cuando Jean Gray psionicamente "apagó el estandarte", Hulk se volvió lo suficientemente fuerte como para dominar y destruir la forma física del villano Onslaught. El escritor Greg Pak describió al Worldbreaker Hulk mostrado durante la Guerra Mundial que tenía un nivel de poder físico en el que "Hulk era más fuerte que cualquier mortal, y la mayoría de los inmortales, que alguna vez caminaron sobre la Tierra", y describió al personaje como lo suficientemente poderoso como para destruir planetas enteros. Su fuerza le permite saltar a la órbita terrestre inferior o a través de los continentes, y ha mostrado una velocidad sobrehumana. También se ha demostrado que la exposición a la radiación hace que Hulk sea más fuerte.
Su durabilidad, regeneración y resistencia también aumentan en proporción a su temperamento. Hulk es resistente a lesiones o daños, aunque el grado varía según las interpretaciones, pero ha resistido el equivalente a temperaturas solares, explosiones nucleares, y los impactos devastadores del planeta. A pesar de su notable resistencia, los continuos disparos de alto calibre pueden dificultar su movimiento hasta cierto punto, mientras que puede ser sometido temporalmente con intensos ataques con armas químicas, como gases anestésicos, aunque cualquier interrupción de tales dosis le permitirá recuperarse rápidamente. Se ha demostrado que tiene habilidades de curación tanto regenerativas como adaptativas, incluidos tejidos en crecimiento para permitirle respirar bajo el agua, sobrevivir sin protección en el espacio durante largos períodos, y cuando está lesionado, curarse de la mayoría de las heridas en cuestión de segundos, incluyendo, en una ocasión, la destrucción completa de la mayor parte de su masa corporal. Su futuro yo, el "Maestro", incluso fue capaz de recuperarse del polvo. Como efecto, tiene una vida útil extremadamente prolongada. Pese a sus habilidades de regeneración y a su fuerza, Hulk no es completamente invulnerable a ciertas armas como las garras de Wolverine, el escudo del capitán América o el martillo Mjolnir del poderoso Thor, que de acuerdo al nivel de ataque pueden causarle un daño de moderado a grave.
También posee poderes menos comúnmente descritos, incluyendo habilidades que le permiten "encajar" en su lugar de origen en Nuevo México; resistir el control psíquico, o transformación no deseada; se fortalece con la radiación o magia oscura; se abre camino entre dimensiones temporales separadas o espaciales; y ver e interactuar con las formas astrales. Algunas de estas habilidades fueron explicadas en años posteriores como relacionadas; su capacidad para ubicarse en el sitio de la bomba en Nuevo México se debía a su capacidad latente para detectar espíritus y formas astrales, ya que el sitio de la bomba era también el lugar donde estaba el esqueleto del Maestro y el espíritu del Maestro lo estaba llamando para absorber su radiación.
En la primera serie de cómics de Hulk, las dosis "masivas" de rayos gamma harían que Hulk se transformara de nuevo en Banner, aunque esta capacidad fue eliminada del personaje en la década de 1970.

## Versiones alternativas

### Hulk 2099
A comienzos de la década de 1990, dentro de las páginas de la colección 2099 Unlimited, se narraban las aventuras ambientadas en el futuro de John Eisenhart, un empleado de una megacorporación que tras ser bombardeado accidentalmente por rayos gamma, se convierte en una enorme bestia verde de fiero aspecto y terrible fuerza. El personaje, conocido como Hulk 2099, protagonizó su propia serie de cómics que solo duró 10 números.

### Ultimate Hulk
En su infancia, Bruce soñaba con ser el Capitán América. Graduado de la universidad dos años antes de lo esperado, buscó reproducir el extraviado suero del supersoldado para el gobierno, bajo las órdenes del Thunderbolt Ross, cabeza de S.H.I.E.L.D. Pronto se convirtió en el líder del programa del supersoldado, con base en Pittsburgh. Se comprometió con la hija de Ross, Betty y desarrolló una rivalidad con su compañero científico Hank Pym. Existieron rumores de que dirigió experimentos en civiles durante sus años en el departamento; sin duda probó la fórmula en el más de una ocasión. La última prueba transformó a Banner en un gigante de piel verde con capacidad intelectual limitada, guiado únicamente por su instinto, Banner arrasó con lo largo y ancho del país. Se convirtió brevemente en humano durante un encuentro con Spider-Man. Tras recuperar su forma humana y dar negativo en células Hulk, Banner regresó al trabajo. Cuando el nuevo líder de S.H.I.E.L.D, Nick Fury expandió el programa de supersoldado, Bruce fue degradado a segundo al mando, bajo las órdenes de Pym. Rechazado y denigrado por Betty, y celoso de los proyectos exitosos de Hank, Banner cayó en una creciente inseguridad, la cual provocó que no tuviera progresos con el suero. El descubrimiento del Capitán América original, vivo y en buenas condiciones, lo proveyó de nueva información pero ningún avance.
Escuchando por casualidad a sus compañeros burlarse de él, Banner enloqueció y se volvió a inyectar el suero de Hulk ahora combinado con la sangre del Capitán América. Más brutal que nunca, el Hulk de piel gris mató a 852 personas en un arrebato, tratando de encontrar a Betty. Finalmente Los ultimates lo sometieron. Banner fue encerrado en una prisión de alta seguridad ubicada debajo del Triskelion donde lo mantienen parcialmente sedado para prevenir otra transformación. Su conexión con Hulk es a nivel de ADN, dejándolo en riesgo permanente de cambio.

### Bullet Points
El universo donde todos tienen en alter ego del otro y un rebelde Peter Parker empuja a Banner a la zanja con Rick Jones y se convierte en Hulk. Tiempo luego, Bruce sigue el rastro de Peter y es mordido por una araña gamatizada, dejando su búsqueda y uniéndose al ejército bajo el nombre de Spider-Man.
Actualmente Bruce participa y muere consumido en Spider-Verse.

### Tierra X
En esta realidad, las dos personalidades se separaron; Bruce se convirtió en un niño ciego de diez años (que veía a treaves de Hulk) y Hulk en un neandertal mudo. Cuando Mar-Vell se le apareció en sueños, ambos viajaron al reino de Clea para intentar contactar con ella en el reino. Dado que Hulk no tenía alma (ya que esta era Bruce), fue el elegido para viajar ahí.Cuando se encontró con el Doctor Strange, este le reveló que Clea había causado la muerte de Mar-Vell.
Tras la destrucción de la muerte, participa en una prueba de fuerza contra la cosa y formó parte del consejo en busca de una nueva muerte.

## Adaptaciones a otros medios

### Series animadas
Se han producido también varias series de animación:
- 1982, Serie animada con 13 episodios de 24 minutos de duración. La serie es más cercana al cómic que la de imagen real.
- 1996, Otra serie animada con 21 episodios.
- 2013-2015, Hulk and the Agents of S.M.A.S.H. miembro del reparto principal, una vez más con Hulk y Bruce Banner con la voz de Fred Tatasciore.

Se han producido también otras versiones nuevas como invitado especial:
- Aparece en el episodio "Hulk Buster" de Iron Man La Serie Animada.
- Aparece en el episodio "Nightmare in Green" de Los 4 Fantásticos.
- Aparece en el séptimo episodio de Los 4 Fantásticos: Los Héroes Más Grandes del Mundo.
- Aparece en el episodio Wolverine Vs. Hulk de la serie Wolverine y los X-Men.
- Hulk protagoniza en Los Vengadores: Los Héroes más poderosos del planeta, con Bruce Banner interpretado por Gabriel Mann y Hulk expresado por Fred Tatasciore. Fue encarcelado en el Cubo en su primera aparición "Hulk Versus the World", pero escapó durante "Breakout, Part 1" con Leonard Samson después de haber sido afectado por radiación gamma. Más tarde se une a los Vengadores después de ayudar a Thor, Iron Man, Avispa y Ant-Man a luchar contra Graviton. En el siguiente episodio, "Some Assembly Required", es tomado por la Encantadora y se va porque cree que los Vengadores creen que es un monstruo, pero regresa a "Gamma World, Part 2" después de ayudar a derrotar al Líder. En "Nightmare in Red", fue arrestado por Hulk Busters luego de haber sido encuadrado por atacar al helicarrier de S.H.I.E.L.D. cuando en realidad era el Hulk Rojo, "Thunderbolt" Ross, disfrazado. Más tarde, Hulk ayudó a salvar al mundo de ser devorado por Galactus.[106]
- Hulk aparece en la serie Iron Man: Armored Adventures (se vuelve Bruce Banner en la segunda temporada).
- Hulk también aparece en los capítulos de Ultimate Spider-Man, con la voz de Fred Tatasciore.
  - En la primera temporada como "La Exclusiva", se enfrenta a Zzzax causando estragos en Nueva York cuando Spider-Man y Mary Jane Watson lo observan a través de una cámara y "Un Hogar Para Hulk", cuando Spider-Man lo hospeda en su casa por una infección alienígena causada por la Falange y teme que S.H.I.E.L.D. lo encerrará, Spider-Man lo esconde en su casa de la Falange, Nick Fury y la tía May.
  - En la segunda temporada como "El Increíble Hulk Araña", cuando su mente y de Spider-Man son intercambiadas por Mesmero.
  - En la tercera temporada como "El Hombre Araña Vengador, Parte 1 y 2", está con los Vengadores al invitar a Spider-Man a su equipo queriéndolo como amigo, luego de que Loki y el Doctor Octopus causan estragos, en "Rhino Enfurecido", aparece en ayudar a Spider-Man y el Agente Venom a detener a Rhino luchando en Nueva York y en "Concurso de Campeones, Parte 1", al hacer equipo con Spider-Man y Iron Man, equipo con el Coleccionista, de enfrentar a Kraven el Cazador, Molten Man y el Rey Wendigo, equipo del Gran Maestro, hasta ser derrotado por uno de ellos y en la "parte 4", sale siendo libre por Spider-Man y hace equipo con el Capitán América, White Tiger, Agente Venom y el Coleccionista contra el Gran Maestro.
  - En la cuarta temporada como "La Saga Simbionte, Parte 2", aparece cuando es poseído por Carnage siendo llamado "Chulk" (Carnage Hulk) al enfrentar a Spider-Man y el Capitán América, hasta ser enfrentado por Puño de Hierro y liberado por Dagger, quedándose inconsciente y dormido, en "Regreso al Univers-Araña, Parte 3", aparece en el universo Noir como el Sr. Fixit, al tener una enemistad con Spider-Man Noir, cuando Spider-Man y Chico Arácnido tratan de resolverlo y en el final como "Día de Graduación: Parte 1 y 2", asiste a la ceremonia de graduación en el Triskelion luego de ser atrapado con los otros en un campo de fuerza de concentración de Ock, hasta ser liberado por Spider-Man.
- Hulk protagoniza en la nueva serie de Avengers Assemble, un miembro del reparto principal, una vez más expresado por Fred Tatasciore y Bruce Banner también expresado por Tatasciore en la temporada 1, Jesse Burch en la temporada 3,[107] y Kevin Shinick en la temporada 4, donde se ausenta al estar solo en 2 primeros episodios, pero regresará.
- Hulk aparece también en la segunda temporada de Guardians of the Galaxy, una vez más expresado por Fred Tatasciore. En el episodio "Sobreviviendo", luego de ser Bruce Banner, cuando él y los Vengadores atacan a los Guardianes de la Galaxia en robar un asteroide de su sede, se agranda demasiado y unen fuerzas para detenerlo. En el episodio, "La Roca de la Evolución", se unen de nuevo para detener al Alto Evolucionador que usará el asteroide de Thanos contra la Tierra.
- Aparece también en Phineas & Ferb: Mission Marvel (2013), con la voz de Fred Tatasciore.[108][109]
- Aparece en la nueva serie Spider-Man (2017). Bruce Banner es la voz de Kevin Shinick,[110] y Hulk es una vez más la voz de Fred Tatasciore.
- Mark Ruffalo está listo para repetir su papel de Bruce Banner en la serie animada de Disney+, What If ...?.[111]

### Imágenes reales (live actions)

#### Series de televisión
The Incredible Hulk: Tras un par de episodios pilotos, se rodó la serie de TV, que duró desde 1978, hasta 1982 y tuvo bastante éxito. Con Bill Bixby y Lou Ferrigno como protagonistas, alcanzó un total de 87 episodios de 60 minutos de duración. Bill Bixby interpretó a David Bruce Banner (llamado simplemente David Banner), mientras que Lou Ferrigno interpretó a Hulk. La trama de la serie consistía en que David Banner trató de buscar un método para obtener la fuerza sobrehumana, y luego de esto ser convirtió en Hulk. Debido a esto, terminó siendo perseguido por un periodista del periódico National Register llamado Jack McGee (interpretado por Jack Colvin) para descubrir quien es realmente Hulk (la criatura), mientras que David Banner buscaba la forma de controlar a la criatura que vive dentro de su interior. A lo largo de la serie, David Banner vive constantes aventuras en la cual su vida siempre está en peligro (en algunos casos junto con Jack McGee), pero al transformarse en Hulk, este se salva y siempre termina victorioso. Se intentó hacer un crossover con la serie de Spider-Man de esa época. Lamentablemente, Bixby falleció antes de poder rodar el guion.
Le siguieron tres películas, que en un principio servirían como relanzamiento de una nueva serie a modo de Spiderman/Marvel Team Up, pero con el monstruo esmeralda. Las películas de televisión son:
- The Incredible Hulk returns, 1988 y 100 minutos de duración, aparece el personaje de Thor.
- Trial of the Incredible Hulk, 1989 y 100 minutos de duración. Con la aparición de Daredevil y de villano tenemos a Kingpin.
- Death of the Incredible Hulk, 1990.

Reparto de la serie
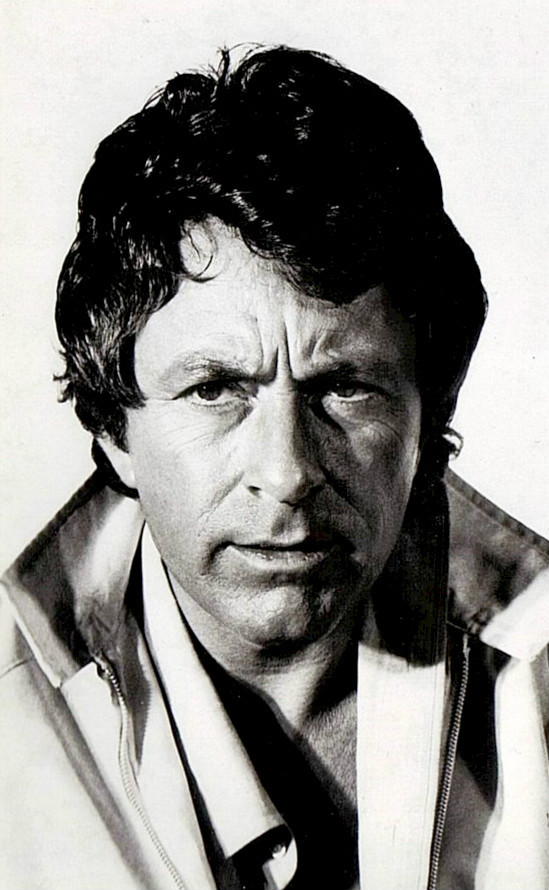
Bill Bixby, actor que interpretó a David Banner.
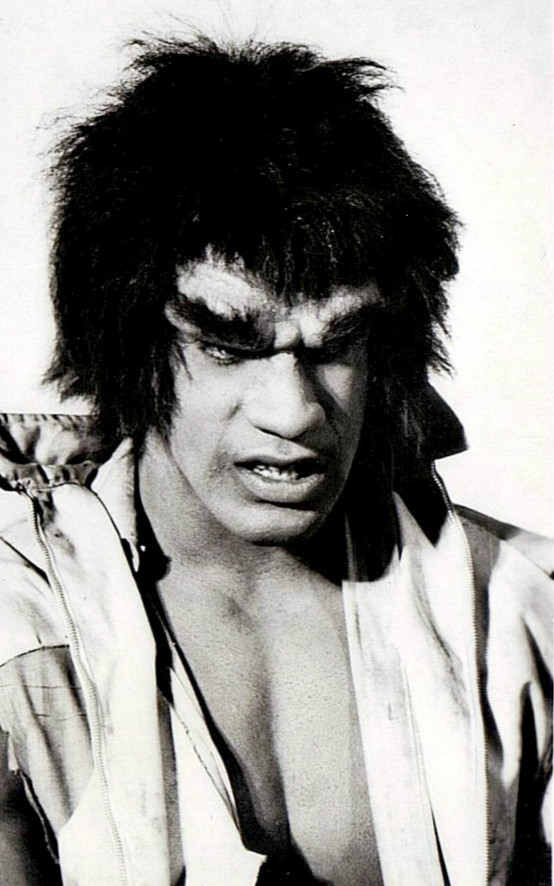
Lou Ferrigno, actor que interpretó a Hulk.
Jack Colvin, actor que interpretó a Jack McGee el periodista del periódico National Register, quien buscaba descubrir la verdadera identidad de Hulk, sin saber que en realidad Hulk y David Banner son la misma persona.

Hulk también aparece en otras series de televisión:
- Marvel's Agents of S.H.I.E.L.D. (2013): En el episodio " Pilot "se usaron imágenes de archivo de Mark Ruffalo de Hulk de The Avengers.
- En noviembre de 2019, Ruffalo dijo que planeaba reunirse con Kevin Feige para hacer una aparición como Bruce Banner / Hulk en la serie de televisión She-Hulk (2022).[112]

#### Películas

##### Hulk (película de 2003)

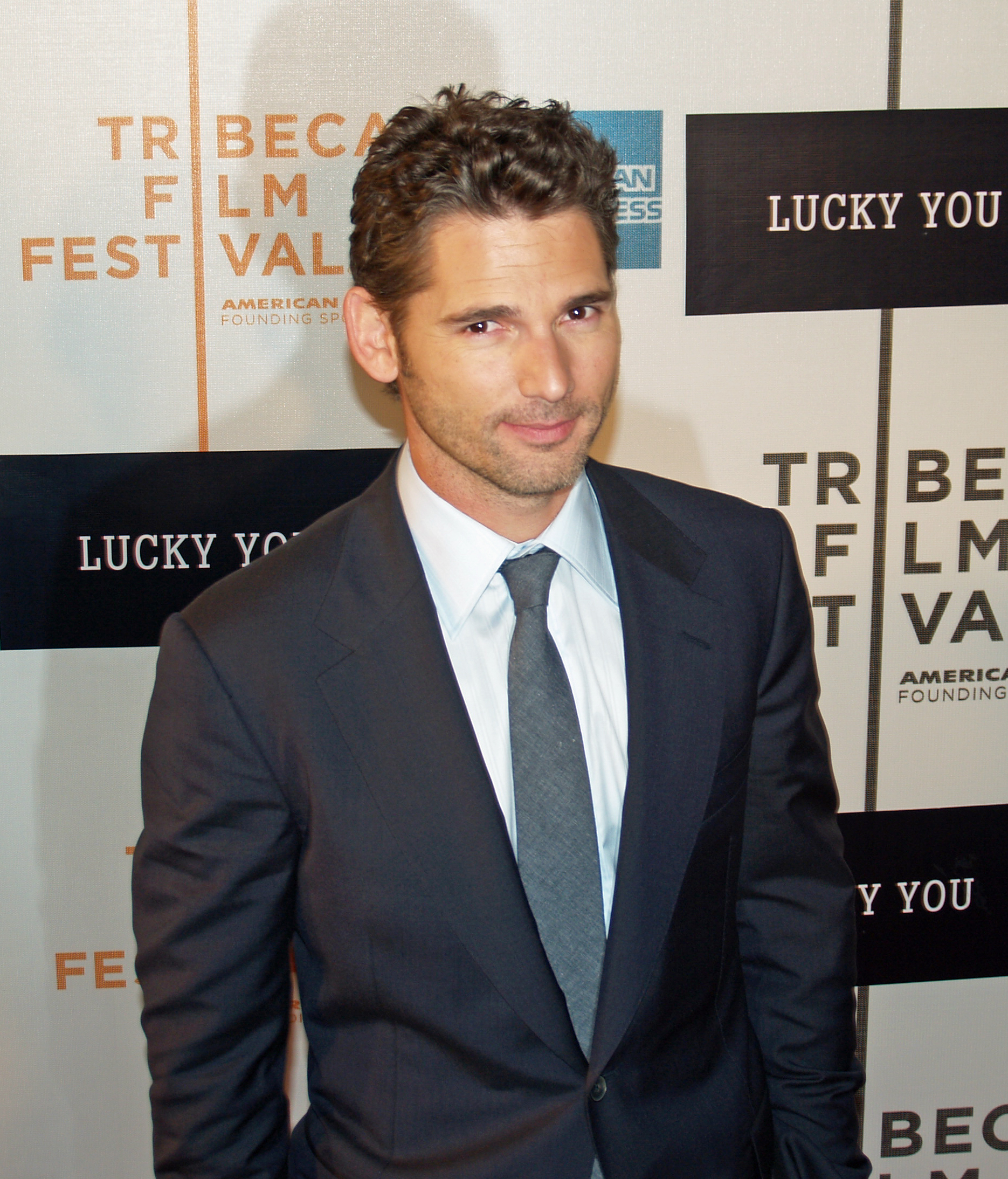
Eric Bana interpreta a Hulk en su primera versión cinematográfica.

En 2003 salió en cine la primera película de este personaje, bajo el título de Hulk dirigida por Ang Lee y protagonizada por Eric Bana (Bruce Banner), Jennifer Connelly (Betty Ross), Sam Elliott (Thundebolt Ross) y con Nick Nolte como el padre de Banner y catalizador de la historia. El propio Hulk fue realizado mediante técnicas informáticas.
El resultado fue polémico; mientras que los detractores del film se quejan de que es demasiado lento e introspectivo para una película de superhéroes, sus defensores alaban el trabajo de interpretación y la estética de cómic conseguida, a base de utilizar con profusión viñetas y los colores verde y morado característicos del personaje.

##### Marvel Cinematic Universe
Bruce Banner es un personaje interpretado primero por Edward Norton y actualmente por Mark Ruffalo en la franquicia cinematográfica Marvel Cinematic Universe (UCM), basado en el personaje de Marvel Comics del mismo nombre y conocido comúnmente por su alter ego, Hulk. En las películas, el Dr. Banner es un renombrado físico que se sometió a un experimento de radiación gamma diseñado para replicar un programa de "súper soldado" de la Segunda Guerra Mundial. El experimento falló, y ahora hace que Banner se transforme en una bestia verde y enorme cuando su ritmo cardíaco supera los 200 bpm o si se pone en peligro mortal.

###### The Incredible Hulk

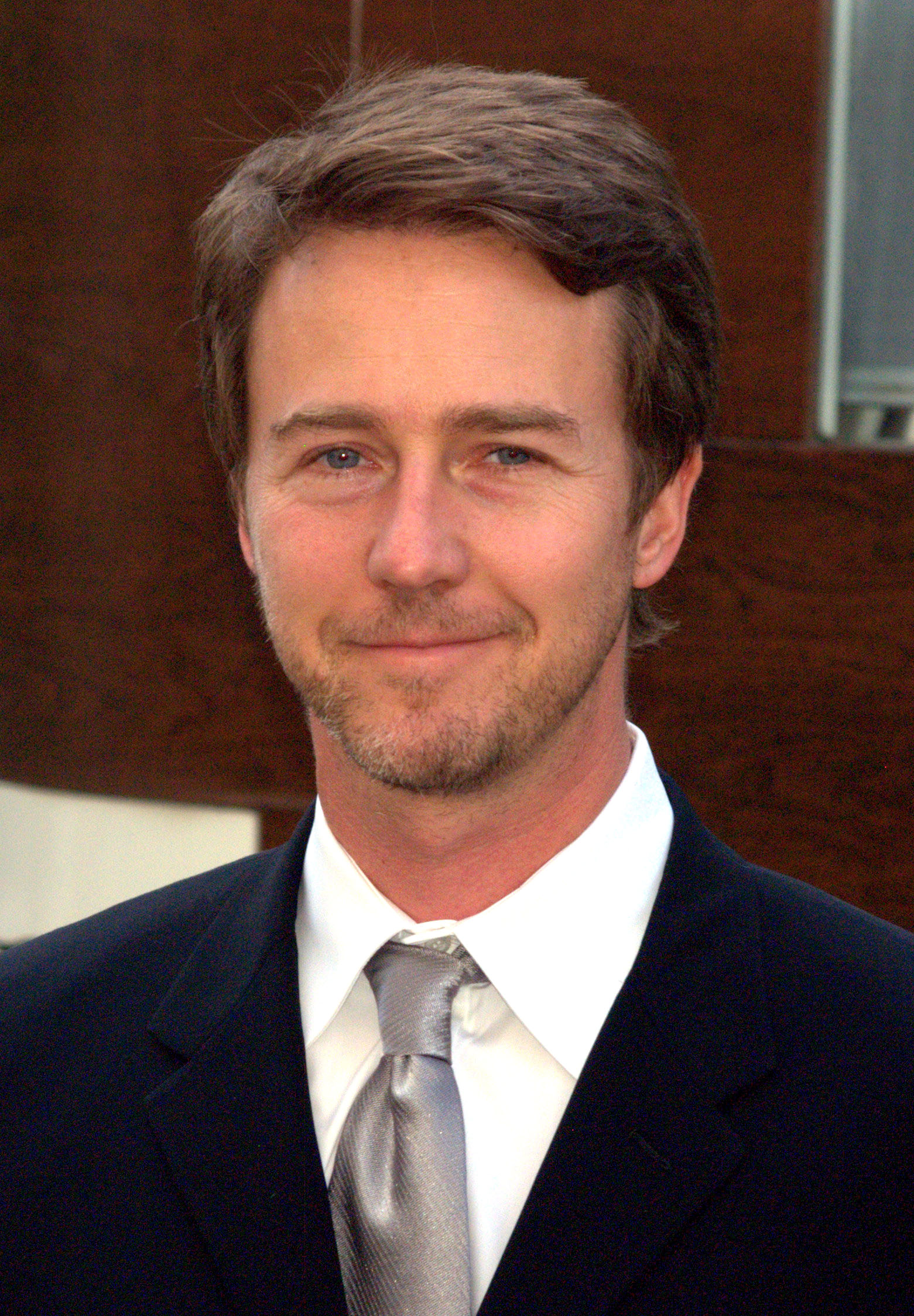
Edward Norton interpreta a Hulk en el reboot.

Marvel Studios recuperó los derechos del personaje y en 2008 se estrenó una nueva versión con el título The Incredible Hulk perteneciente al UCM. Dirigida por Louis Leterrier y protagonizada por Edward Norton como Bruce Banner y Lou Ferrigno poniéndole voz a Hulk.
Bruce Banner es un científico reconocido con siete doctorados y experiencia en el campo de la radiación gamma. En la Universidad de Culver en Virginia, el general Thunderbolt Ross se reúne con el Dr. Bruce Banner, su colega y novio de su hija Betty Ross, en relación con un experimento que, según Ross, pretende hacer que los humanos sean inmunes a la radiación gamma. El experimento - parte de una Segunda Guerra Mundial. El programa "súper soldado" de la era que Ross espera recrear - falla, y la exposición a la radiación gamma hace que Banner se transforme en Hulk por breves períodos de tiempo, siempre que su ritmo cardíaco supere los 200. Hulk destruye el laboratorio y daña o mata a la gente dentro, Banner se convierte en un fugitivo del ejército estadounidense y, en particular, de Ross, que quiere armar el proceso de Hulk.
Cinco años después, Banner trabaja en una fábrica de embotellado en Rocinha, Río de Janeiro, Brasil, mientras busca una cura para su enfermedad. En Internet, colabora con un colega que conoce solo como "Mr. Blue", y para quien es "Mr. Green". También está aprendiendo técnicas de yoga para ayudar a mantener el control, y no se ha transformado en cinco meses. Después de que Banner se corta el dedo, una gota de su sangre cae en una botella y, finalmente, es ingerida por un consumidor de edad avanzada en Milwaukee, Wisconsin, que le produce una enfermedad gamma. Ross rastrea a Banner, enviando un equipo de fuerzas especiales, liderado por el ruso Royal Marine, nacido en Rusia, Emil Blonsky, para capturarlo. Banner se transforma en Hulk y derrota al equipo de Blonsky. Blonsky acepta ser inyectado con un suero similar, lo que le otorga mayor velocidad, fuerza, agilidad y curación, pero también comienza a deformar su esqueleto y perjudica su juicio.
Banner regresa a la Universidad de Culver y se reúne con Betty, pero es atacado por segunda vez por las fuerzas de Ross y Blonsky, transformándose nuevamente en Hulk. El Hulk aparentemente mata a Blonsky y huye con Betty. Después de que Hulk vuelve a Banner, él y Betty salen corriendo, y Banner se pone en contacto con el Sr. Blue, quien los alienta a reunirse con él en la ciudad de Nueva York. El Sr. Blue, el biólogo celular Dr. Samuel Sterns, ha desarrollado un posible antídoto para la afección de Banner. Después de una prueba exitosa, le advierte a Banner que el antídoto solo puede revertir cada transformación individual. Sterns revela que ha sintetizado. Las muestras de sangre de Banner, que Banner envió desde Brasil, en una gran cantidad, con la intención de aplicar su "potencial ilimitado" a la medicina. Temeroso de que el poder de Hulk cayera en manos de los militares, Banner desea destruir el suministro de sangre. Banner es atrapado y Blonsky hace que Stern use la sangre de Banner para convertirlo en Abominación. Blonsky luego arrasa a través de Harlem. Al darse cuenta de que solo Hulk puede detener a Blonsky, Banner salta del helicóptero de Ross y se transforma después de golpear el suelo. Después de una larga y brutal batalla a través de Harlem, Hulk derrota a Blonsky y huye. Un mes después, en Bella Coola, Columbia Británica, Banner se transforma con éxito de manera controlada. Mientras tanto, Tony Stark se acerca a Ross en un bar local y le informa que se está formando un equipo.

###### The Avengers
Mark Ruffalo como Banner / Hulk.

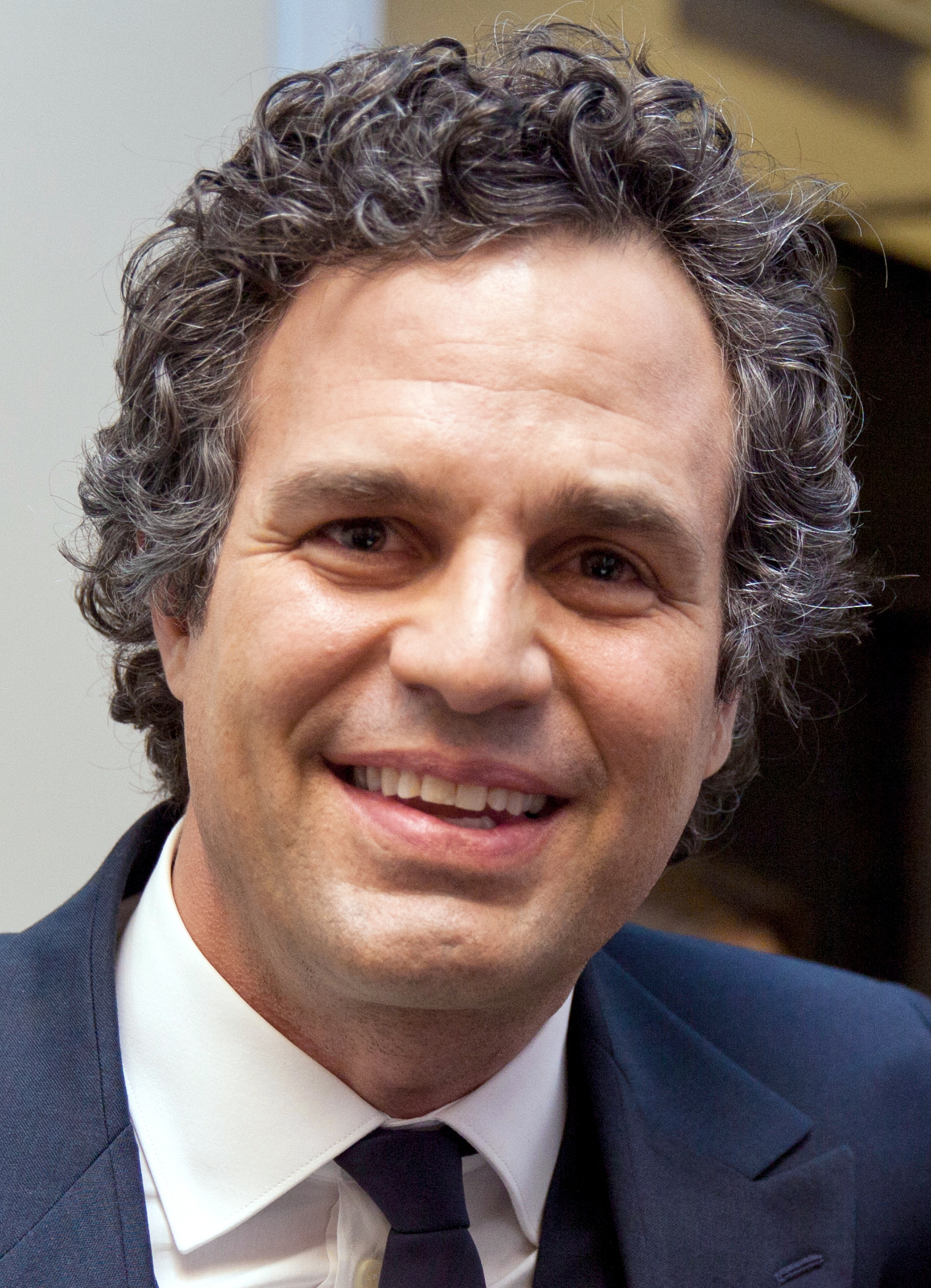
Mark Ruffalo, quién interpreta a Hulk en la película The Avengers.

Hulk regresó el 4 de mayo de 2012 en la superproducción de The Avengers, como miembro y fundador del equipo homónimo. Debido a problemas con la producción, Edward Norton no volvió a interpretar al alter ego del gigante esmeralda, Bruce Banner; esta vez su puesto fue ocupado por el actor Mark Ruffalo y se empleó la técnica de captura de movimientos, usada en la película Avatar, para crear a Hulk de manera mucho más realista. Aquí se une con Iron Man/Tony Stark, Thor, Capitán América/Steve Rogers, Viuda Negra/Natasha Romanoff y Ojo de Halcón/Clint Barton.
Varios meses después, en respuesta a un ataque del Asgardiano Loki, Nick Fury reactiva la "Iniciativa Vengadores", y la agente Natasha Romanoff es enviada a Calcuta para reclutar a Banner para rastrear el Tesseract a través de sus emisiones de radiación gamma. Loki es capturado y colocado en una celda en el portaaviones volador de S.H.I.E.L.D., el Helicarrier, pero los agentes poseídos por Loki atacan el Helicarrier, haciendo que Banner se transforme en Hulk. Thor intenta detener el alboroto de Hulk, con Hulk cayendo al suelo después de atacar a un avión de combate S.H.I.E.L.D. Cuando los Vengadores se reagrupan en la ciudad de Nueva York, Banner llega para reagruparse con el equipo para luchar contra una invasión Chitauri. Banner revela que siempre está enojado, y se transforma en Hulk, lucha contra los Chitauri, derrota a Loki y evita que Stark caiga al suelo. Al final, él y los Vengadores toman caminos separados.

###### Iron Man 3
En la película Iron Man 3 (2013) Bruce Banner hace una aparición en la escena post-créditos donde se puede notar que Tony Stark le ha contado su vida entera al inicio de la película, pero dice que se quedó dormido. Mark Ruffalo como Banner / Hulk.

###### Avengers: Age of Ultron
En el 2015, Mark Ruffalo como Banner / Hulk regresa en la nueva película Avengers: Age of Ultron.
Algunos años más tarde, los Vengadores recuperan el cetro de Loki, y Stark y Banner descubren una inteligencia artificial dentro de la gema del cetro, y deciden secretamente usarla para completar el programa de defensa global "Ultron" de Stark. Ultron se vuelve sensible y recluta a los Maximoff, con Wanda Maximoff usando visiones inquietantes para causar que Hulk se desate hasta que Stark lo detiene con su armadura Hulk-Buster (nombrada "Verónica"). El equipo luego viaja a una casa de seguridad, donde Romanoff y Banner planean huir juntos después de darse cuenta de una atracción mutua. Sin embargo, Nick Fury llega y persuade a Romanoff y otros miembros del equipo para que formen un plan para detener a Ultron, lo que hace que Romanoff sea capturado y llevado a Sokovia. Banner la encuentra allí, pero ella hace que se transforme en Hulk, para luchar contra Ultron. Después de una batalla final derrotando a Ultron en Sokovia, Hulk parte en un quinjet.

###### Thor: Ragnarok
Mark Ruffalo como Banner / Hulk.
En noviembre de 2017 se estrenó Thor: Ragnarok. En una entrevista, Mark Ruffalo dijo que Bruce Banner y Hulk podrían aparecer en una misma escena. Después en la batalla de Sokovia, el Quinjet se mete en un agujero de gusano y aterriza en Sakaar, donde Hulk permanece perpetuamente en esa forma, y compite en el Concurso de Campeones del gobernante del planeta, el Gran Maestro.
Dos años más tarde, Thor aterriza en Sakaar y se ve obligado a luchar contra Hulk en el Concurso de Campeones. Al invocar un rayo, Thor se impone a Hulk, pero el Gran Maestro sabotea la lucha para asegurar la victoria de Hulk. Aún esclavizado, Thor intenta convencer a Hulk para que lo ayude a salvar a Asgard, y luego escapa del palacio y encuentra el Quinjet que llevó a Hulk a Sakaar. Hulk sigue a Thor hasta el Quinjet, donde una grabación de Natasha Romanoff lo convierte en Bruce Banner por primera vez desde Sokovia. Banner expresa temor de que si vuelve a ser el Hulk, nunca podrá volver a su forma humana. Escapando de Sakaar, viajan a Asgard, donde Banner se convierte de nuevo en Hulk para salvar a los asgardianos que huían del lobo gigante, Fenris, mientras Thor desafía a su hermana, Hela. Mientras Asgard es destruido, Hulk, que permanece en esa forma, acompaña a Thor y los asgardianos en una nave con destino a la Tierra.

###### Avengers: Infinity War
Mark Ruffalo como Banner / Hulk.
Ruffalo aparece como Hulk en Avengers: Infinity War. Luego de los sucesos del Ragnarok, Thanos y sus secuaces interceptan la nave para extraer la Gema del Espacio del Teseracto. Hulk lucha contra Thanos, pero es fácilmente superado. Heimdall usa lo que le queda de energía oscura para activar el poder del Bifröst para enviar a Hulk a la Tierra y evitar que este fuese asesinado por el malvado titán, posteriormente Hulk aterriza en el Sanctum Sanctorum de Stephen Strange y su compañero Wong, en la ciudad de Nueva York, y vuelve a ser Bruce Banner. Banner advierte a Strange sobre Thanos y se pone en contacto con los otros Vengadores. Cuando los secuaces de Thanos aparecen en Nueva York para atacar al Doctor Strange en busca de la Gema del Tiempo, Banner intenta convertirse en Hulk, pero Hulk se niega a "salir", obligando a Banner a salir de la acción.
Banner viaja a Wakanda con el equipo de Rogers, donde usa la armadura Hulkbuster de Stark para luchar contra el ejército invasor de Thanos, hasta que el mismo Thanos llega para recuperar la Gema del infinito final, luchando contra los Vengadores y atrapando a Banner, en la armadura de Stark, en la roca. Thanos activa el Guantelete del Infinito y se teletransporta a distancia, mientras su plan llega a buen término: la gente comienza a desintegrarse, mientras que Banner permanece en el campo de batalla de Wakanda.

###### Capitana Marvel
Mark Ruffalo como Banner / Hulk.
Ruffalo repite su papel en un cameo en la mitad de los créditos de Capitana Marvel (2019). Junto a Steve Rogers, Natasha Romanoff y James Rhodes están monitoreando un localizador, que Fury activó antes de su desintegración, y aparece Carol Danvers al preguntar que pasó con Fury, luego de los sucesos de Avengers: Infinity War.

###### Avengers: Endgame
Mark Ruffalo como Banner / Hulk.
Ruffalo aparece nuevamente en Avengers: Endgame del 2019. Banner se da cuenta de que Hulk no es un problema para resolver, sino la solución. Durante los cinco años posteriores a Avengers: Infinity War, Banner experimenta con rayos gamma para equilibrar sus dos lados. Ahora está permanentemente en el cuerpo de Hulk, pero con la mente y la voz de Banner. Cuando los Vengadores viajan en el tiempo para obtener las Gemas del Infinito, Hulk obtiene la Gema del Tiempo de Ancestral (a quien él promete devolver a las Gemas a sus respectivos períodos en el tiempo cuando los Vengadores terminen con su misión) en 2012. Luego regresa al presente junto con los demás, y queda devastado por la muerte de Natasha Romanoff (quien se había sacrificado para que Clint Barton pudiera tener la gema del alma). Después de combinar las gemas con el Guantelete de Hierro, Banner se ofrece como voluntario para activar las Gemas del Infinito, debido a que la radiación emitida era Gamma en esencia, al igual que su cuerpo, dándole más posibilidades de sobrevivir que los demás. Lo hace y revierte las muertes causadas por Thanos al final de Infinity War, aunque su brazo derecho se lesiona gravemente en el proceso. Luego, Banner participa en la batalla climática contra una versión 2014 de Thanos y sus fuerzas, quienes finalmente son derrotados cuando Tony Stark usa las Gemas del Infinito, a costa de su propia vida. Más tarde asiste al funeral de Stark junto con otros. Después, prepara la máquina del tiempo para que Steve Rogers pueda devolver las Gemas y el Mjolnir desplazados en el tiempo a los períodos en que fueron encontrados.

###### Shang-Chi y la leyenda de los Diez Anillos
Mark Ruffalo como Banner / Hulk.
Ruffalo aparece nuevamente en Shang-Chi y la leyenda de los Diez Anillos de 2021. En algún momento de 2024, Banner se transformó de nuevo a su forma humana. Sin embargo, la lesión que había sufrido en su brazo izquierdo mientras estaba en el cuerpo de Hulk se mantuvo, lo que lo obligó a seguir manteniéndolo en cabestrillo. Después de que Shang-Chi usó los Diez Anillos, enviaron una baliza que fue detectada por los Maestros de las Artes Místicas. Wong se puso en contacto con Banner y Carol Danvers, así como con Shang-Chi, quien se había convertido en el nuevo propietario de los Anillos, para comprender mejor los misteriosos elementos. Ni Danvers ni Banner estaban familiarizados con los Anillos, solo sabían que habían existido durante miles de años y que estaban enviando un mensaje, pero no sabían a dónde. Luego, Danvers fue llamada abruptamente, diciéndole a Shang-Chi que era un placer conocerlo y que si deseaba hablar más con ella, podría obtener su número de Banner y se fue. Banner informó a Shang-Chi que no tenía su número. Teniendo que ocuparse de otros asuntos, Banner se despidió de Shang-Chi después de darle la bienvenida a su mundo de héroes.

###### Deadpool & Wolverine
Mark Ruffalo como Banner / Hulk (sonido reciclado)
Una variante de Banner como Hulk es vista luchando contra Wolverine, antes de ser interrumpido por Wade Wilson de Tierra-10005.

#### Internet

##### Epic Rap Battles Of History
El 29 de junio de 2016 el canal de YouTube "Epic Rap Battles Of History" publicó un vídeo titulado "Bruce Banner vs Bruce Jenner - Epic Rap Battles of History - Season 5". En ese vídeo, el personaje de Bruce Banner y su alter ego "Hulk" hacen una aparición. Bruce Banner es interpretado por Lloyd Ahlquist y Hulk es interpretado por Mike O'Hearn. Mark Ruffalo como Banner / Hulk.